# Allaoua Khellil
Allaoua Khellil, född 24 juli 1954, är en algerisk friidrottare. Han deltog vid olympiska sommarspelen 1988.